# Helmut Kohl
Helmut Josef Michael Kohl (Ludwigshafen am Rhein, 3 aprile 1930 – Ludwigshafen am Rhein, 16 giugno 2017) è stato un politico e storico tedesco.
Cancelliere federale della Germania dal 1º ottobre 1982 al 27 ottobre 1998. Fino al 3 ottobre 1990, data dell'unificazione delle due Germanie, fu cancelliere della sola Germania Occidentale, poi della Germania unita. È stato anche leader del partito dell'Unione Cristiano-Democratica (CDU) dal 1973 al 1998. Dai presidenti degli Stati Uniti George H. W. Bush e Bill Clinton, venne descritto come "il più grande leader europeo della seconda metà del XX secolo". Nel 1970 Helmut Kohl fu uno dei più giovani politici della CDU a diventare presidente del suo partito, nel 1969 per la prima volta ebbe un ruolo nell'opposizione.
Con 16 anni di permanenza in carica, Helmut Kohl fu il più longevo cancelliere della storia dopo Otto von Bismarck e il suo periodo di cancellierato di gran lunga il più lungo di qualsiasi altro cancelliere democraticamente eletto. Kohl ha supervisionato la fine della guerra fredda ed è ampiamente considerato come il principale artefice della riunificazione tedesca. Insieme con il presidente francese François Mitterrand, Kohl è anche considerato l'architetto del Trattato di Maastricht, trattato che ha istituito l'Unione europea (UE).
Ha progettato con decisione il processo di riunificazione con la Germania Est. Controverso rimase lo scandalo delle donazioni al partito, dopo la divulgazione delle quali perse la presidenza onoraria nel 2000, anno in cui Kohl ricevette numerosi premi nazionali e internazionali. Dalla fine della sua carriera politica Kohl è divenuto un lobbista, ricoprendo diverse posizioni nel mondo degli affari, tra le quali, quelle per il Credit Suisse e per KirchMedia. Fu inoltre fondatore di una società di strategia politica.

## Carriera politica

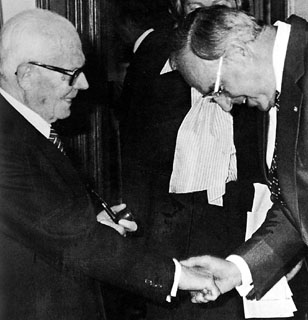
Helmut Kohl con Sandro Pertini (1979)

### Ministro-presidente della Renania-Palatinato

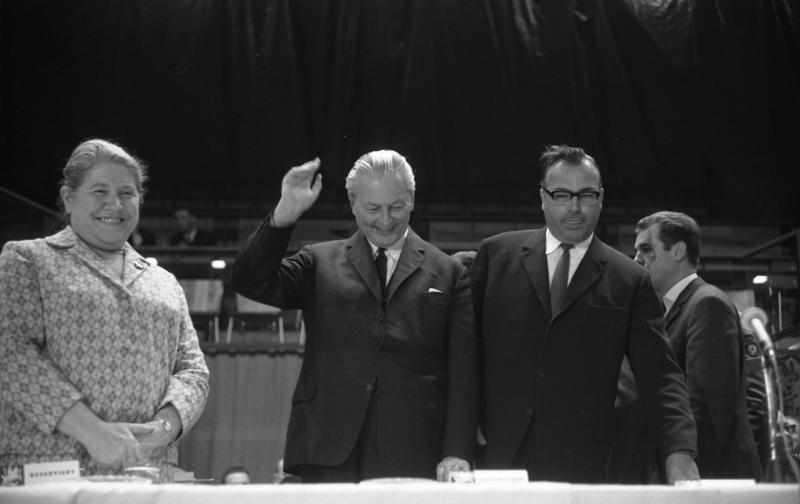
Helmut Kohl con il cancelliere Kurt Georg Kiesinger l'11 aprile 1969

#### Ascesa al potere

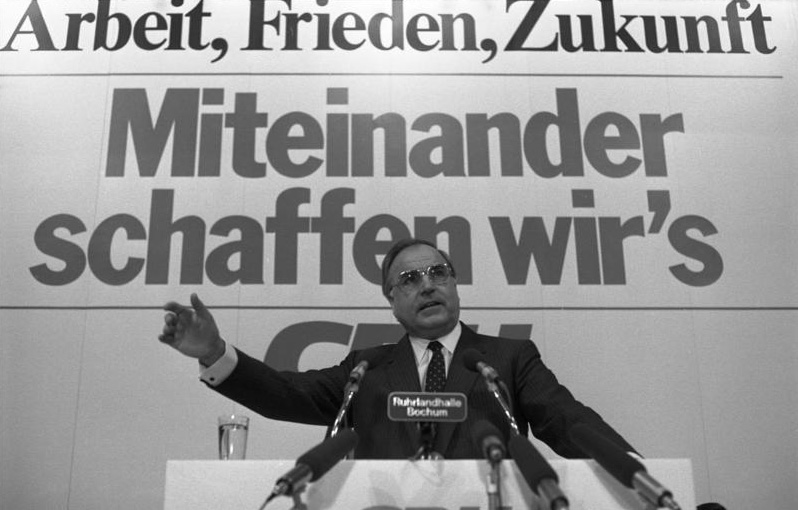
Kohl in un evento di campagna per le elezioni federali tedesche occidentali del 1983

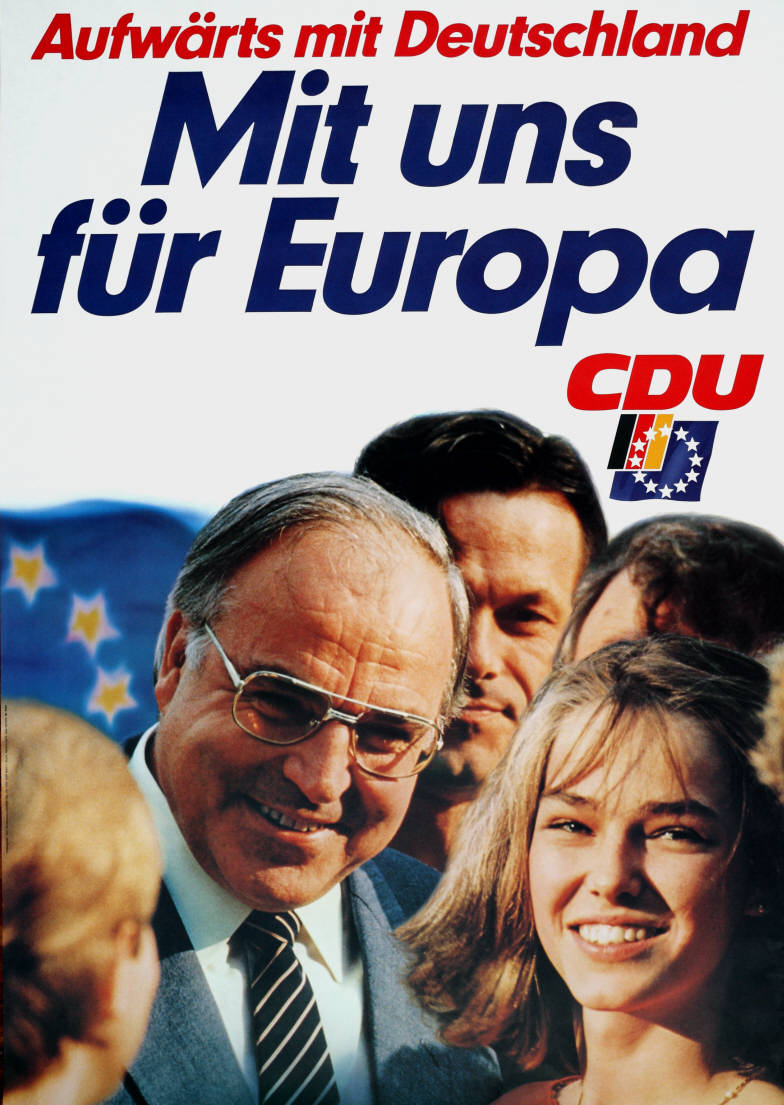
Poster elettorale per elezioni del Parlamento europeo del 1984

#### Secondo governo

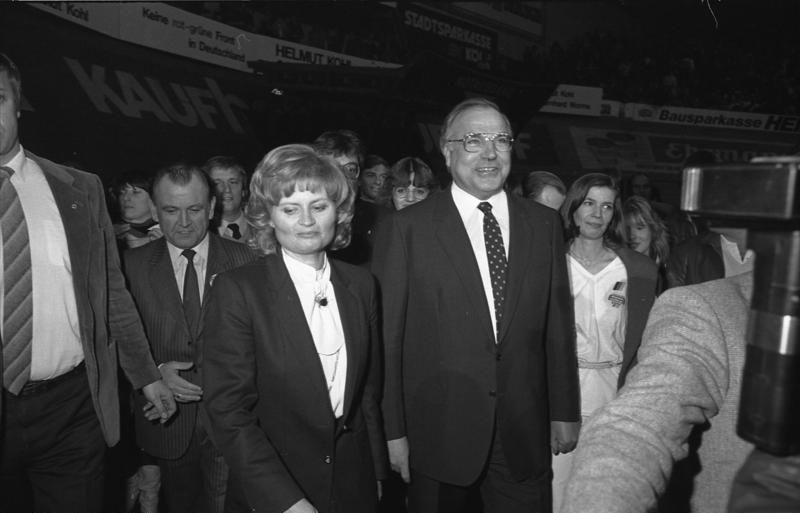
Kohl e sua moglie Hannelore a Colonia nel 1983

#### Politiche nazionali

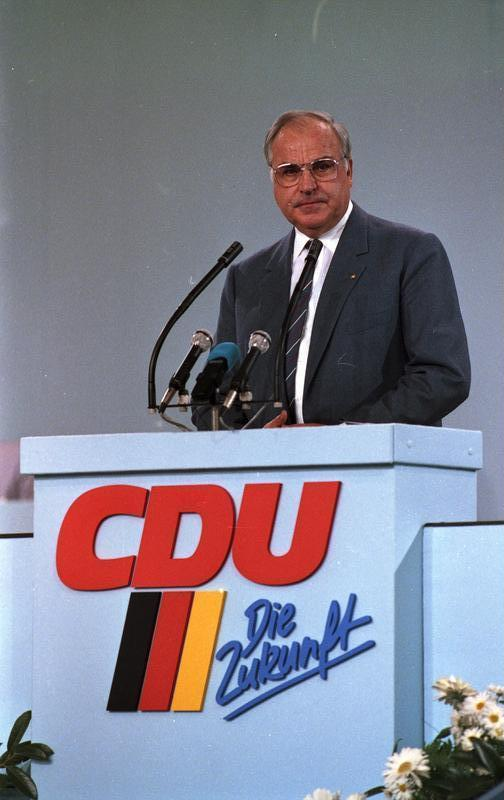
Helmut Kohl nel 1986

#### Terzo governo

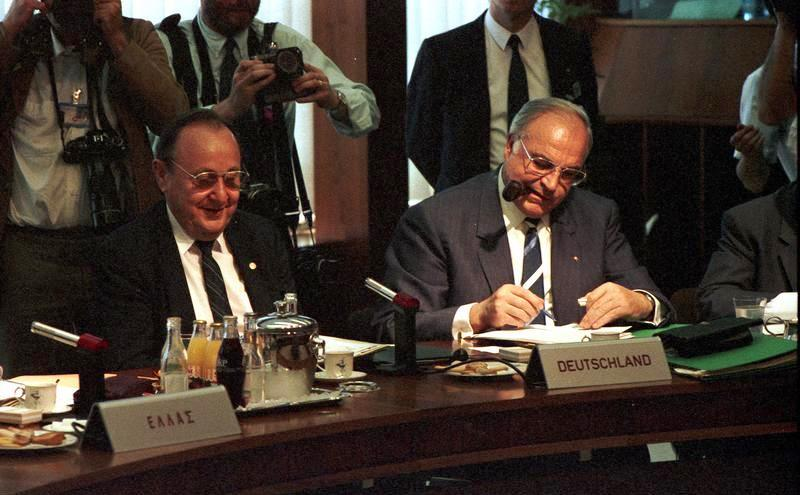
Il cancelliere Kohl al Consiglio europeo nel 1987, incontro con il vice cancelliere e ministro degli esteri Hans-Dietrich Genscher

### Cancelliere della Germania riunificata

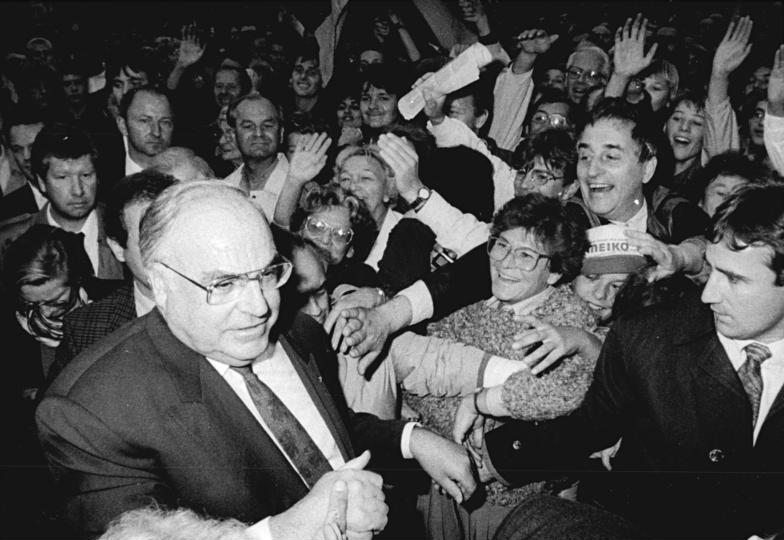
Helmut Kohl nel 1990

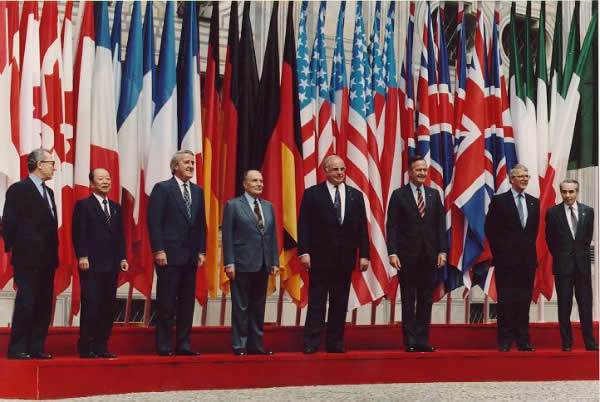
Kohl padrone di casa al summit del G7 a Monaco di Baviera nel 1992

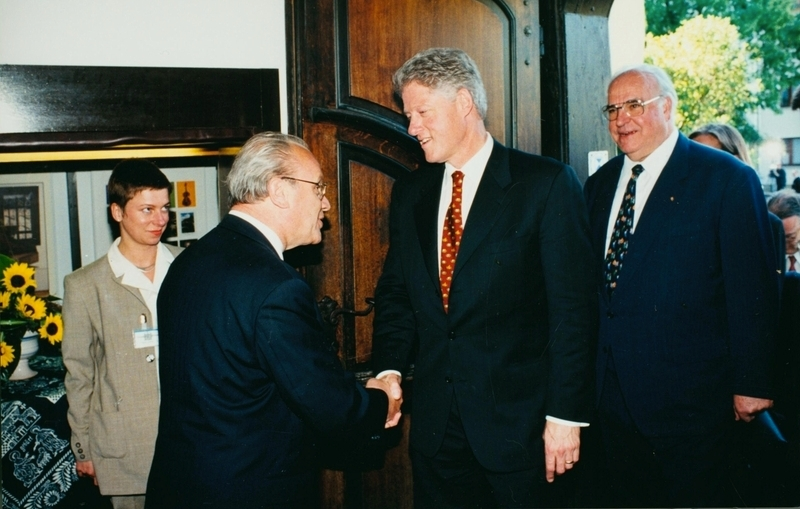
Il cancelliere Kohl e il presidente degli Stati Uniti Bill Clinton nella Casa di Bach, il 14 maggio 1998

#### La Riunificazione tedesca

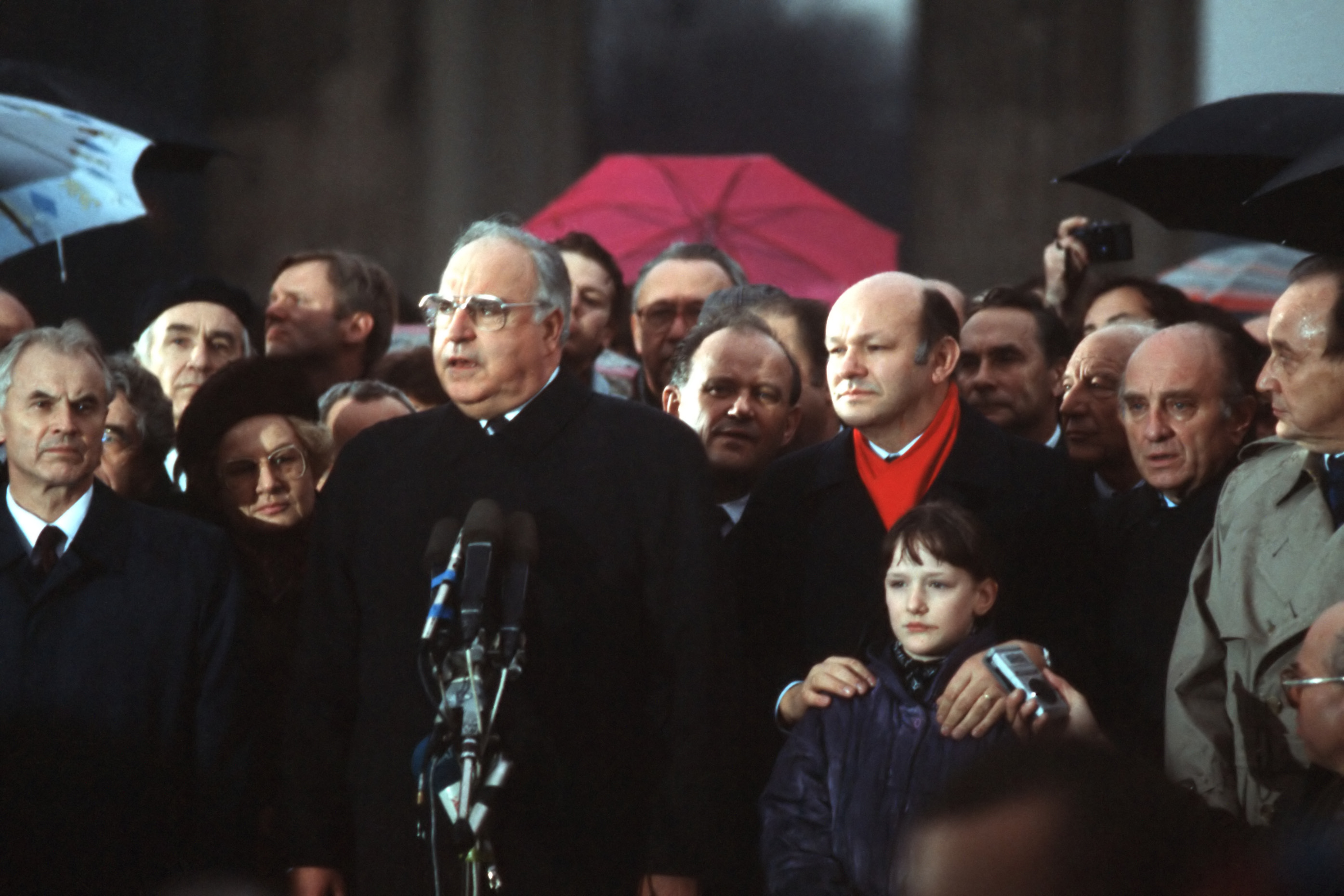
Kohl parla all'apertura ufficiale della Porta di Brandeburgo il 22 dicembre 1989

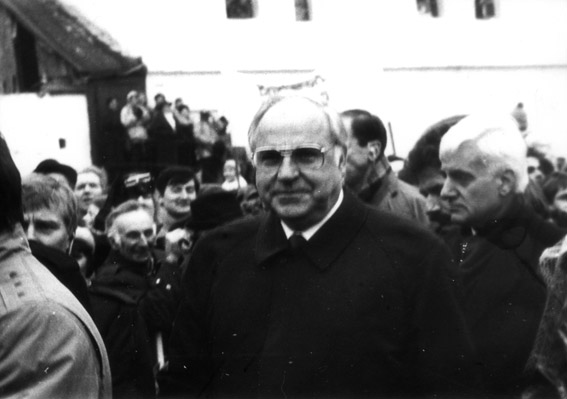
Kohl in Polonia

## Lo scandalo dei fondi al partito

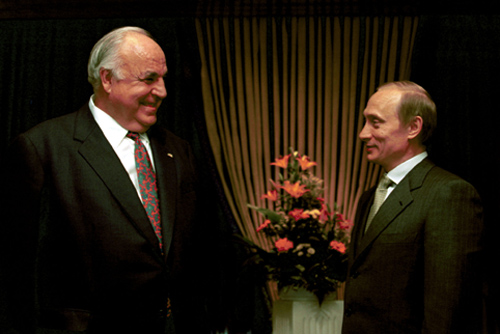
Kohl con Vladimir Putin nel 2000

### Famiglia di Helmut Kohl

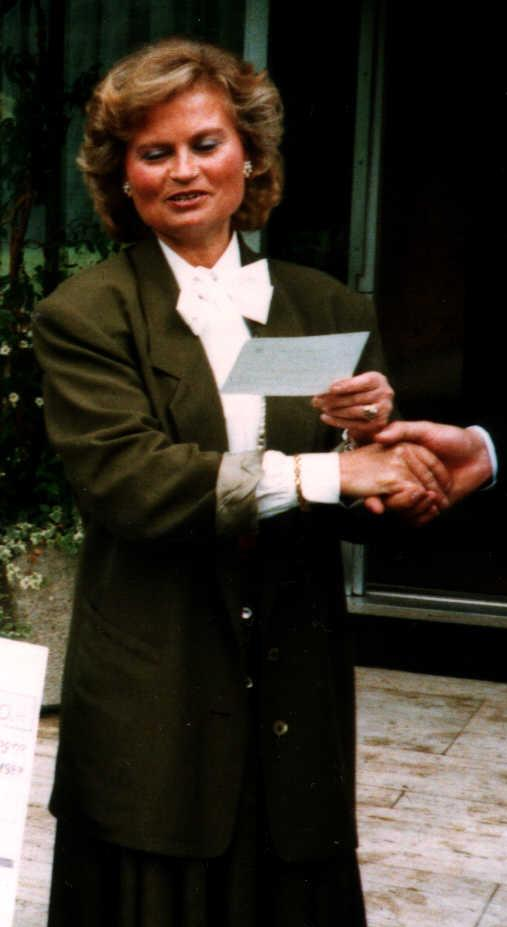
Hannelore Kohl, moglie di Helmut Kohl, con cui era sposato dal 1960 fino alla sua morte nel 2001

### Secondo e controverso matrimonio (2008-2017)

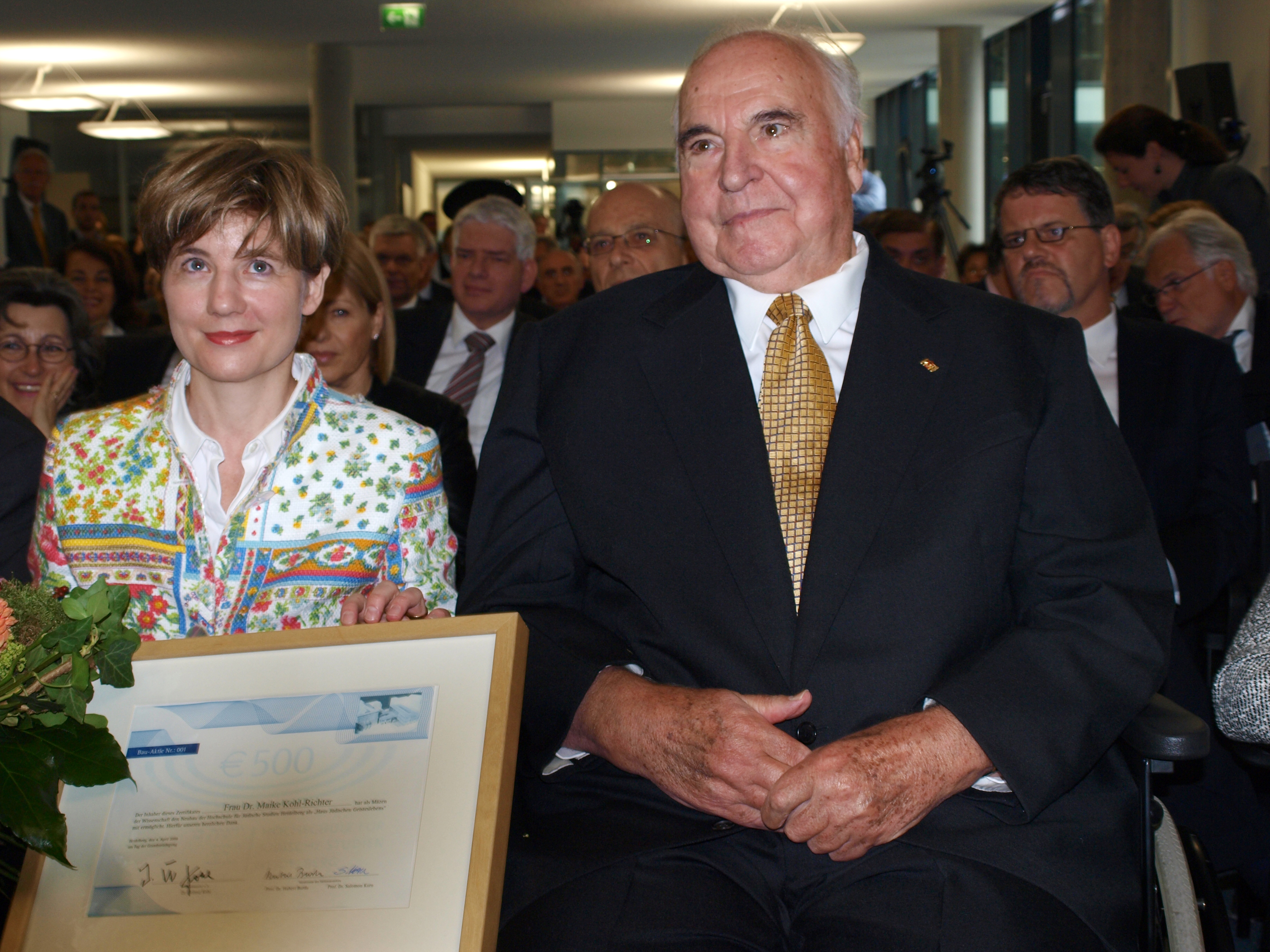
Helmut Kohl con la sua seconda moglie Maike Kohl-Richter nel 2009

## Gli ultimi anni

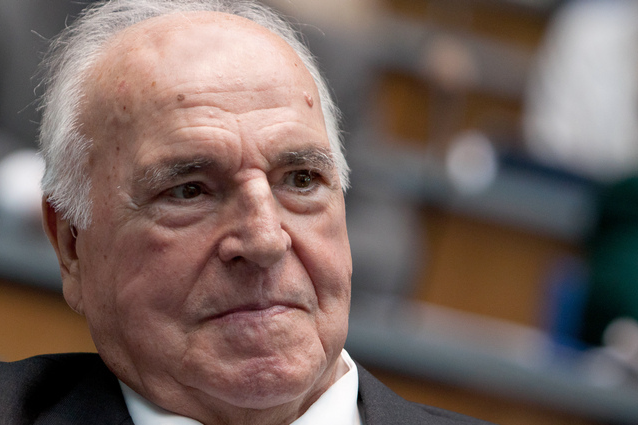
Helmut Kohl nel 2012

### Morte e funerale

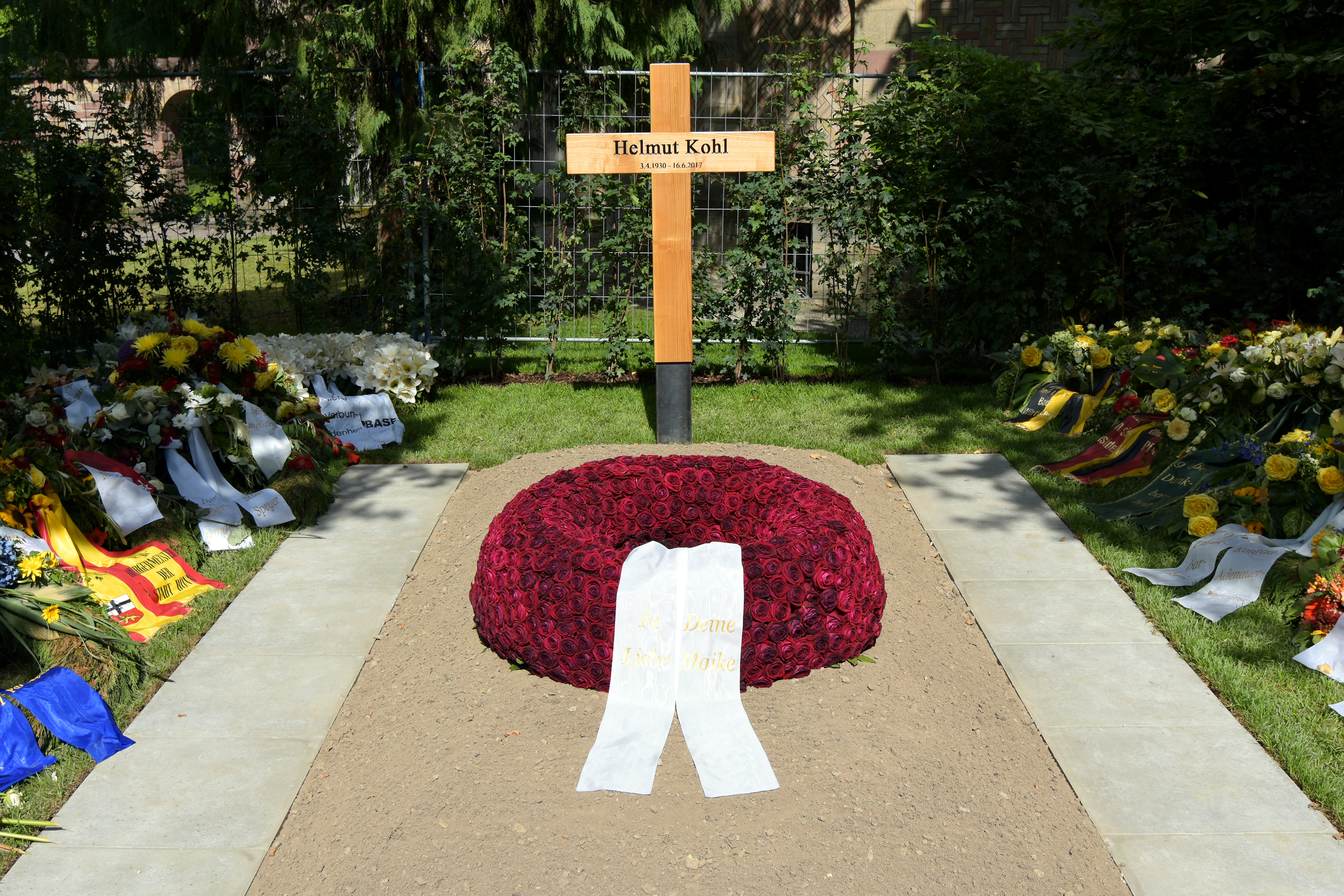
Tomba di Helmut Kohl nel Vecchio cimitero di Spira

## Biografia